# Úspekh
Úspekh (en rus: Успех) és un poble (un possiólok) de l'óblast d'Astracan, a Rússia, segons el cens del 2010 tenia 185 habitants.